# Wang Yi (homme politique)
Pour les articles homonymes, voir Wang Yi.
Wang Yi (chinois : 王毅), né le 19 octobre 1953 à Pékin, est un homme politique chinois et ministre des Affaires étrangères du 16 mars 2013 au 30 décembre 2022. Il devient à nouveau ministre des Affaires étrangères à partir du 25 juillet 2023, après la disparition inexpliquée de son ancien successeur Qin Gang.
Il est membre du 20e Bureau politique du Parti communiste chinois.

## Biographie
Wang Yi est né en 1953 à Pékin. Pendant la révolution culturelle, de 1969 à 1977, il est envoyé en Mongolie-Intérieure.
En décembre 1977, Wang Yi retourne à Pékin et s'inscrit au département des langues asiatiques et africaines de l'université d'études internationales de Pékin. Il y étudie le japonais et obtient son diplôme en février 1982. Il parle couramment l'anglais et le japonais.
Après avoir obtenu son diplôme universitaire, Wang Yi commence une carrière diplomatique ; il intègre le département d'Asie du ministère des Affaires étrangères grâce à son beau-père Qian Jiadong. En septembre 1989, il est envoyé à l'ambassade de Chine au Japon et y sert pendant cinq ans. À son retour en Chine en mars 1994, Wang Yi est nommé chef adjoint du département d'Asie du ministère des Affaires étrangères, puis est promu chef de département l'année suivante. D'août 1997 à février 1998, Wang est chercheur invité à l'université de Georgetown aux États-Unis. Peu de temps après son retour, il est promu ministre adjoint et directeur du bureau d'études politiques. En février 2001, Wang Yi est nommé ministre adjoint des Affaires étrangères, chargé des affaires asiatiques.
En septembre 2004, Wang Yi est nommé ambassadeur de Chine au Japon. Il sert à ce poste jusqu'en septembre 2007. En juin 2008, il est nommé directeur du Bureau des affaires taïwanaises – agence sous-tutelle du Conseil des affaires de l'État.
Le 16 mars 2013, Wang Yi devient ministre des Affaires étrangères, en remplacement de Yang Jiechi,.
Le 24 décembre 2022, Wang Yi est promu comme membre du 20e bureau politique du Parti communiste chinois. Le 30 décembre 2022, il est remplacé par Qin Gang au poste de ministre des Affaires étrangères.
Le 1er janvier 2023, Wang Yi est nommé directeur du bureau central des affaires étrangères du Parti communiste chinois, faisant de lui le plus haut responsable de la politique étrangère de la république populaire de Chine.
Wang est nommé ministre des Affaires étrangères le 25 juillet 2023, après le limogeage de Qin Gang.

## Distinctions
- Commandeur avec étoile de l'ordre du Mérite ( Hongrie, 2021)
- Médaille de l'ordre Danaker ( Kirghizistan, 2016)
- Médaille de l'ordre mongole de l'Étoile Polaire (en) ( Mongolie, 2004)
- Première classe de Hilal-e-Pakistan (en) ( Pakistan, 2015)
- Médaille de la république orientale de l'Uruguay (en) ( Uruguay, 2018)